# شون بارتلت
شون ثورستون بارتلت (بالإنجليزية: Shaun Bartlett)‏، من مواليد 31 أكتوبر 1972 في كيب تاون في جنوب أفريقيا، لاعب كرة قدم جنوب أفريقي.
بدأ مسيرته الكروية مع نادي كيب تاون سبيرز في عام 1995، وفي موسم 1996/1997 انتقل إلى نادي كولورادو رابيدز الأمريكي، وشارك معهم في 36 مباراة وسجل 9 أهداف، وفي عام 1997 انتقل إلى نادي متروستارز الأمريكي، ولعب معهم 13 مباراة وسجل هدفين، وفي موسم 1998/1999 أعير إلى نادي زيورخ النمساوي، وفي عام 2000 انتقل إلى نادي تشارلتون أثلتك الإنجليزي، ولعب معهم حتى عام 2006، وشارك معهم في 163 مباراة وسجل 43 هدف، ومنذ عام 2006 وهو يلعب مع نادي كايزر شيفز.
و قد لعب مع منتخب جنوب أفريقيا لكرة القدم بين عامي 1993 و2005، وشارك معهم في 74 مباراة وسجل 28 هدف.

## روابط خارجية
- شون بارتلت على موقع الاتحاد الدولي (مؤرشف)  (الإنجليزية)
- شون بارتلت على موقع الدوري الأمريكي (الإنجليزية)
- شون بارتلت على موقع قاعدة بيانات كرة القدم.إي يو (الإنجليزية)
- شون بارتلت على موقع ناشيونال فوتبول تيمز (الإنجليزية)
- شون بارتلت على موقع Soccerway.com (الإنجليزية)
- شون بارتلت على موقع عالم كرة القدم.نت (الإنجليزية)
- شون بارتلت على موقع كووورة